# خطرناک (فیلم ۱۹۹۰)
خطرناک (به هندی: Khatarnaak) فیلمی محصول سال ۱۹۹۰ و به کارگردانی بهارات رانگاچاری است. در این فیلم بازیگرانی همچون سانجی دات، فرح، آنیتا راج، انوپم کهیر، کیران کومار و گوویندا ایفای نقش کرده‌اند.